# 宮木つくし
宮木 つくし（みやぎ つくし、1998年〈平成10年〉5月3日 - ）は、日本の女性歌手。
愛知県出身。名古屋を中心に活動するスパーキーシャドーの元メンバーで、2019年3月からはソロとして活動を兼任。

## 来歴
14歳で歌手になる夢を持つ。約半年の下積みを経て、2015年12月28日、15歳でダンスボーカルグループ Sparky Shadowの一期生としてデビュー。
ライブハウスだけでなく、野外イベントやストリートライブ等の場所で歌い続けている。
主なライブ場所は、金山駅南口。
ソロとして、あるいはSparky Shadowとして、月曜と雨天などを除く、ほぼ毎日19時ごろからストリートライブを行っている。これは「ライブハウスだと特定の人にしか会えないけど、もっと多くの人に知ってもらいたい」という本人の思いから。
結果、2020年12月4日に開催されたソロライブでは、定員200名に対し187名を集客。コロナ禍で半年ほど延期されたこと、緊急事態宣言の谷間であったことを踏まえると、大成功といえよう。
また2021年から、YouTuberとして、YouTubeチャンネル「つくちゃんねる」を配信。メンバーとのお出かけ動画、ライブ配信を中心に活動。決め台詞は「拾い食い、するなよっ」
2023年7月22日、9年間所属したアーティストサポートプランニングを退所。フリーとして活動していくことを発表。
路上ライブを行いながら日本一周を行う事を発表。同時にYoutube登録者を増やすべく、2024年春よりほぼ毎日生配信を開始した。
2024年8月、喉の不調により日本一周を中断。治療に専念する。
生配信では家族構成を含め、多くのカミングアウトを行っているが、いづれもオフィシャル情報としては公表しておらず、これらの真偽は不明のままとなっている。

## 人物
ジムに通うように勧められたのを勘違いし、ボクシングジムに通ったことがある。
自他ともに認めるお肉好き。
つくちゃんねるの企画にて、30個以上の菓子パンを食べるなど、よく食べる。
黒い服装を好み、ストリートライブ時の着用も多い。
「音楽で食べていく」という目標と、「後輩たちに道を示す」という意思を語ることも多い。
オリジナルデザインのキャラクターの名前は「チョベリバさん」「太郎君」。

## 作品

### ミニアルバム
- Memories（2019年5月31日）
- Relax（2019年8月30日）
- ぎゅっと（2019年12月30日）
- ほしのぎんか（2023年3月10日）

### フルアルバム
- The Beginning of The Story（2020年12月4日）

## ワンマンライブ
- 宮木つくし 1stワンマンライブ「The Beginning of The Story」（2020年12月4日）NAGOYA ReNY limited[1]

## 出演

### テレビ番組
- 美女のミニ感（テレビ愛知）
- 461個のありがとう。 〜愛情弁当が育んだ父と子の絆〜（2015年3月15日、NHK BSプレミアム）

### ラジオ
- 美勇士くんSTATION（@FM）

### 舞台
- 御陵一座　夏興行2016「Beast is RED 野獣郎見参!」[2]

### その他の出演
- 2014年8月9,10日 東海テレビ主催 夢と勇気の冒険ドーム
- 2015年 Filmusic in 中川運河・夏[3]
- 2016年 清須市・朝日遺跡サポーター

## 参考リンク
- 宮木つくし公式ブログ(ameba)
- Sparky Shadowブログ内記事(ameba)